# 충의로 (의정부시)
충의로(Chungui-ro)는 경기도 의정부시 송산동 용현현대아파트앞교차로와 의정부시 송산동를 잇는 도로이다.

## 주요 경유지
경기도
- 의정부시 (송산동)

## 노선
| 이름                    | 접속노선            | 소재지   | 소재지 | 비고 |
| ----------------------- | ------------------- | -------- | ------ | ---- |
| 용현현대아파트앞 교차로 | 민락로              | 의정부시 | 송산동 |      |
| 탑석사거리              | 오목로              | 의정부시 | 송산동 |      |
| 용현초둥학교앞 교차로   | 용민로              | 의정부시 | 송산동 |      |
| 용현산업단지앞 교차로   | 용현로              | 의정부시 | 송산동 |      |
| 롯데마트사거리          | 효자로 시민로76번길 | 의정부시 | 송산동 |      |
| (이름없음)              | 산단로              | 의정부시 | 송산동 |      |

## 주요 건물 및 시설
- 탑석역 (충의로 20/용현동 558)
- 세븐일레븐 의정부용현점 (충의로 43/용현동 17)
- 기아자동차 송산대리점 (충의로 49/용현동 14-3)
- 송산역 (충의로 59/용현동 558)
- 투썸플레이스 의정부송산역점 (충의로 60/용현동 554-10)
- 롯데리아 의정부용현점 (충의로 62/용현동 554-8)
- 우리은행 동의정부지점 (충의로 62/용현동 554-8)
- 써브웨이 의정부용현점 (충의로 83/용현동 2-2)
- 의정부소방서송산  119안전센터 (충의로 90/용현동 551-1)
- HD현대오일뱅크 직영 민락셀프주유소 (충의로 91/용현동 2-1)
- GS칼텍스 송산주유소 (충의로 94/용현동 550-4)
- 어룡역 (충의로 125/용현동 564)